# جان بيير غرايسر
جان بيير غرايسر (بالفرنسية: Jean-Pierre Graser)‏ (9 نوفمبر 1914 – 2 مارس 1979) هو ملاكم لوكسمبورغي راحل، مثّل بلاده في الألعاب الأولمبية الصيفية 1936.

## روابط خارجية
جان بيير غرايسر على موقع اللجنة الأولمبية الدولية (الإنجليزية)
- جان بيير غرايسر على موقع أوليمبيديا (الإنجليزية)